# Corina Grünenfelder
Corina Grünenfelder (* 29. Dezember 1975 in Elm GL) ist eine ehemalige Schweizer Skirennfahrerin. Sie ist die Schwester von Jürg und Tobias Grünenfelder, die ebenfalls als Skirennfahrer aktiv waren. Sie bestritt hauptsächlich Slaloms, fuhr im Weltcup dreimal unter die besten zehn und gewann drei Rennen im Europacup. Sie nahm insgesamt viermal an Weltmeisterschaften und Olympischen Winterspielen teil, kam dabei aber nur einmal ins Ziel.

## Biografie
Grünenfelders erstes internationales Grossereignis waren die Juniorenweltmeisterschaften 1994 in Lake Placid, wo sie 20. im Riesenslalom wurde. Nach zahlreichen Podestplätzen in FIS-Rennen und mehreren Top-15-Ergebnissen im Europacup bestritt sie im Januar 1998 ihre ersten Weltcuprennen. Die ersten Weltcuppunkte gewann sie am 20. Dezember 1998 mit Platz 24 im Slalom von Veysonnaz, und am 17. Januar 1999 erzielte sie mit Platz 15 im Slalom von Semmering ihr bestes Ergebnis der Saison 1998/99. Sie kam auch bei den Weltmeisterschaften 1999 in Vail/Beaver Creek zum Einsatz, wo sie Rang 27 im Slalom belegte. Nachdem sie bisher auch Riesenslaloms im Weltcup bestritten hatte, jedoch in dieser Disziplin nie in den zweiten Durchgang gekommen war, nahm sie ab der Saison 1999/2000 nur noch an Weltcupslaloms teil, in denen sie sich aber auch noch nicht regelmässig für den zweiten Durchgang qualifizieren konnte. Während im Winter 1999/2000 lediglich ein 25. Platz in Lienz ihr bestes Resultat war, erreichte sie in der Saison 2000/01 den 14. Platz in Flachau. Bei den Weltmeisterschaften 2001 in St. Anton am Arlberg schied sie jedoch im ersten Durchgang aus.
In der Weltcupsaison 2001/02, die ihre erfolgreichste war, gelang es ihr, beständig gute Platzierungen zu erzielen. Zwar fiel sie in drei der neun Slaloms im ersten Durchgang aus, doch in den anderen sechs fuhr sie immer unter die besten 15. Zweimal, in den beiden Slaloms von Maribor am 5. und 6. Januar 2002, kam sie unter die schnellsten zehn, wobei sie im zweiten Slalom mit Platz acht ihr bestes Weltcupergebnis erreichte. Im Slalomweltcup belegte sie den 17. Platz. Im nächsten Winter konnte sie nicht ganz an diese Ergebnisse anschliessen. Sie erreichte zwar einen neunten Platz im Slalom von Maribor, kam sonst aber nur zweimal unter die besten 20 und wurde 26. im Slalomweltcup. Im Europacup gewann Grünenfelder in diesen zwei Jahren insgesamt drei Slaloms, womit sie in der Saison 2001/02 Sechste im Slalomklassement wurde und in der Saison 2002/03 den sechsten Platz in der Gesamtwertung und Platz zwei in der Slalomwertung erreichte.
Bei Grossveranstaltungen hatte Grünenfelder allerdings kein Glück. Bei den Olympischen Winterspielen 2002 in Salt Lake City lag sie nach dem ersten Durchgang an der zehnten Stelle, fiel aber im zweiten Lauf aus. Ebenso erging es ihr bei den Weltmeisterschaften 2003 in St. Moritz. Hier lag sie zwar nach dem ersten Lauf nur auf Platz 25, doch im zweiten Durchgang fiel sie wieder aus. In der Saison 2002/03 erreichte Grünenfelder keine vorderen Ergebnisse mehr. Sie fuhr in vier Weltcupslaloms unter die schnellsten 20, erreichte aber als bestes Ergebnis nur einen 17. Platz in Park City. Sie nahm in diesem Winter auch wieder an zwei Riesenslaloms im Weltcup teil, konnte sich aber nicht für den zweiten Durchgang qualifizieren. Im Europacup blieb sie erstmals seit vier Jahren ohne Podestplatz. Im März 2004 gab Corina Grünenfelder im Alter von 28 Jahren ihren Rücktritt vom Spitzensport bekannt.

## Sportliche Erfolge

### Weltmeisterschaften
- Vail/Beaver Creek 1999: 27. Slalom

### Juniorenweltmeisterschaften
- Lake Placid 1994: 20. Riesenslalom

### Weltcup
- 3 Platzierungen unter den besten zehn

### Europacup
- Saison 2001/02: 6. Slalomwertung
- Saison 2002/03: 6. Gesamtwertung, 2. Slalomwertung
- 8 Podestplätze, davon 3 Siege:

| Datum            | Ort       | Land     | Disziplin |
| ---------------- | --------- | -------- | --------- |
| 2. Dezember 2001 | Åre       | Schweden | Slalom    |
| 3. Dezember 2001 | Åre       | Schweden | Slalom    |
| 7. Februar 2003  | La Molina | Spanien  | Slalom    |

### Weitere Erfolge
- 6 Siege in FIS-Slaloms (ab der Saison 1994/95)